# لين بويد
لين بويد (بالإنجليزية: Len Boyd)‏ (11 نوفمبر 1923 في المملكة المتحدة - 14 فبراير 2008 في المملكة المتحدة) هو لاعب كرة قدم بريطاني (وحمل سابقاً جنسية المملكة المتحدة لبريطانيا العظمى وأيرلندا) في مركز نصف الجناح. شارك مع منتخب إنجلترا لكرة القدم الرديف. أما مع النوادي، فقد لعب مع برمنغهام سيتي ونادي بليموث أرجايل وIlford F.C. ‏ وهنكلي يونايتد ‏.

## وصلات خارجية
- لين بويد على موقع قاعدة بيانات كرة القدم.إي يو (الإنجليزية)